# 마누엘 페예그리니
마누엘 루이스 페예그리니 리파몬티(스페인어: Manuel Luis Pellegrini Ripamonti, IPA: [maˈnwel peleˈɣɾini], 1953년 9월 16일 ~ )는 칠레의 축구 선수·지도자, 토목공학자이다. 현재 스페인의 프로 축구팀인 레알 베티스의 감독을 맡고 있다.
그는 이탈리아계 부모 아래서 태어났으며, 뛰어난 전술가라는 평가와 함께 "기술자"(El Ingeniero)라는 별명을 가지고 있다.
1973년부터 1986년까지 칠레의 최고 명문 축구 클럽인 CF 우니베르시다드 데 칠레 (CF Universidad de Chile)에서 선수 생활을 보냈으며, 은퇴 후에는 축구 감독이 되어 자신이 뛰었던 CF 우니베르시다드 데 칠레를 비롯한 CD 팔레스티노, 오히긴스 FC, 우니베르시다드 카톨리카 등의 칠레 축구 팀들과 LDU 키토, 산로렌소, 리버 플레이트와 같은 남아메리카 축구 팀들의 감독을 차례로 거쳐 2004년에 스페인 프리메라리가의 비야레알 CF 감독이 되었다.
비야레알 CF 감독 시절에는 아르헨티나의 플레이메이커 후안 로만 리켈메를 잘 기용하지 않아 화제가 되었는데, 자신의 전술 방침에 따라 리켈메를 방출한 뒤에 프리메라리가 2007-08 시즌에서 로베르 피레스, 산티 카소를라를 중심으로 팀을 이끌어 그 시즌에 팀을 리그 2위에 올려놓았다.
2009년 여름 2년의 계약으로 레알 마드리드 CF의 감독에 선임되었고, 팀 역사상 최다 승점인 96점을 챙기는 좋은 성적을 이뤄냈으나 FC 바르셀로나에 밀려 우승을 차지하지 못한 책임을 지고 해고되었다. 후에 그는 페레즈 회장의 선수 영입 개입, 전술 간섭 등 독단적인 행태로 인해 부임 1달 만에 경질을 예상했다고 밝히기도 하였다.
이후 말라가 CF와 계약하여 프리메라리가와 챔피언스리그 모두에서 좋은 성적을 거두었다.
칠레의 주요언론인 24 horas에 의하면 잉글랜드 프리미어 리그의 맨체스터 시티 FC로의 이동에 사전 동의함에 따라 로베르토 만치니를 대신하여 2013-14시즌부터 시티의 감독으로 부임하기로 정해진 상태이다.
그리고 2013년 6월 14일 공식적으로 맨체스터 시티의 감독이 되었다. 그는 수비적인 축구를 하는 로베르토 만치니와는 달리 공격적으로 역동적인 축구를 구사하면서도, 좋은 결과를 내며 언론과 서포터들에게 찬사를 받고 있다.
2016년 8월 중국 슈퍼리그의 허베이 화샤 싱푸의 감독으로 취임했다.

## 상훈

### 감독

#### 우니베르시다드 카톨리카
- 코파 칠레 (1): 1995
- 코파 인테라메리카나 (1): 1993

#### LDU 키토
- 세리에 A (1): 1999

#### 산로렌소
- 프리메라 디비시온 (1): 2000-01
- 코파 메르코수르 (1): 2001

#### 리버 플레이트
- 프리메라 디비시온 (1): 2002-03

#### 비야레알
- UEFA 인터토토컵 (1): 2004

#### 맨체스터 시티
- 프리미어리그 (1): 2013-14
- 풋볼 리그 컵 (2): 2013-14, 2015-16

#### 레알 베티스
- 코파 델 레이: 2021-22

### 개인
- 미겔 무뇨스 트로피 (2): 2007-08, 2021-22
- 프리미어리그 이달의 감독상 (3): 2013년 12월, 2014년 1월, 2014년 12월
- 라리가 이 달의 감독상 : 2025년 3월
- 말라가 지방 의회 금 방패상

## 같이 보기
- 원클럽맨 명단